# Meson
Meson (tiếng Việt đọc là Mê dông), bao gồm meson nguyên sinh, là các hạt hadron có spin nguyên (do đó là các boson) chứa 1 quark hóa trị cùng 1 phản quark hóa trị, pion và kaon cùng một số dạng meson biến thể khác. Trong các mô hình của Hadron động lực học lượng tử, quantum hadrondynamic, lực hạt nhân mạnh giữa các thành phần hạt nhân có được là do sự xuất hiện của các hạt trung gian meson này.
Một cách đơn giảm Meson là hạt có khối lượng trung gian giữa electron và proton.

## Danh sách các hạt meson
| Hạt                   | Ký hiệu                              | Phản- hạt                                     | Quark Makeup                                                                       | Mô hình | Spin và tương đương | Khối lượng nghỉ MeV/c² | S   | C  | B  | Thời gian tồn tại-chu kỳ bán phân rã s | Phân rã chính           |
| --------------------- | ------------------------------------ | --------------------------------------------- | ---------------------------------------------------------------------------------- | ------- | ------------------- | ---------------------- | --- | -- | -- | -------------------------------------- | ----------------------- |
| Pion                  | {\displaystyle \mathrm {\pi ^{+}} }  | {\displaystyle \mathrm {\pi ^{-}} }           | {\displaystyle \mathrm {u{\bar {d}}} }                                             |         | Lượng giả vô hướng  | 139.6                  | 0   | 0  | 0  | 2.60×10−8                              | μ+ + νμ                 |
| Kaon plus             | {\displaystyle \mathrm {K^{+}} }     | {\displaystyle \mathrm {K^{-}} }              | {\displaystyle \mathrm {u{\bar {s}}} }                                             |         | Lượng giả vô hướng  | 493.7                  | +1  | 0  | 0  | 1.24×10−8                              | μ + νμ hoặc π+ + π0     |
| Neutral Kaon          | {\displaystyle \mathrm {K^{0}} }     | {\displaystyle \mathrm {{\bar {K}}^{0}} }     | {\displaystyle \mathrm {d{\bar {s}}} }                                             |         | Lượng giả vô hướng  | 497.7                  | +1  | 0  | 0  | phân rã yếu                            |                         |
| Kaon minus (Antikaon) | {\displaystyle \mathrm {K^{-}} }     | {\displaystyle \mathrm {K^{+}} }              | {\displaystyle \mathrm {{\bar {u}}s} }                                             |         |                     |                        |     |    |    |                                        |                         |
| K-Ngắn                | {\displaystyle \mathrm {K_{S}^{0}} } | {\displaystyle \mathrm {K_{S}^{0}} }          | {\displaystyle \mathrm {\frac {d{\bar {s}}-s{\bar {d}}}{\sqrt {2}}} }              |         | Lượng giả vô hướng  | 497.7                  | (*) | 0  | 0  | 0.89×10−10                             | π+ + π- hoặc 2π0        |
| K-Dài                 | {\displaystyle \mathrm {K_{L}^{0}} } | {\displaystyle \mathrm {K_{L}^{0}} }          | {\displaystyle \mathrm {\frac {d{\bar {s}}+s{\bar {d}}}{\sqrt {2}}} }              |         | Lượng giả vô hướng  | 497.7                  | (*) | 0  | 0  | 5.2×10−8                               | π+ + e- + νe            |
| Eta                   | {\displaystyle \mathrm {\eta } }     | Self                                          | {\displaystyle \mathrm {\frac {u{\bar {u}}+d{\bar {d}}-2s{\bar {s}}}{\sqrt {6}}} } |         | Lượng giả vô hướng  | 547.8                  | 0   | 0  | 0  | 5×10−19                                |                         |
| Eta Prime             | {\displaystyle \mathrm {\eta '} }    | Self                                          | {\displaystyle \mathrm {\frac {u{\bar {u}}+d{\bar {d}}+s{\bar {s}}}{\sqrt {3}}} }  |         | Lượng giả vô hướng  | 957.6                  | 0   | 0  | 0  | 3×10−21                                |                         |
| Rho                   | {\displaystyle \mathrm {\rho ^{+}} } | {\displaystyle \mathrm {\rho ^{-}} }          | {\displaystyle \mathrm {u{\bar {d}}} }                                             |         | Vector              | 776                    | 0   | 0  | 0  | 0.4×10−23                              |                         |
| Phi                   | {\displaystyle \mathrm {\phi } }     | Self                                          | {\displaystyle \mathrm {s{\bar {s}}} }                                             |         | Vector              | 1020                   | 0   | 0  | 0  | 16×10−23                               |                         |
| D                     | {\displaystyle \mathrm {D^{+}} }     | {\displaystyle \mathrm {D^{-}} }              | {\displaystyle \mathrm {c{\bar {d}}} }                                             |         | Lượng giả vô hướng  | 1869                   | 0   | +1 | 0  | 10.6×10−13                             |                         |
| D                     | {\displaystyle \mathrm {D^{0}} }     | {\displaystyle \mathrm {\bar {D^{0}}} }       | {\displaystyle \mathrm {c{\bar {u}}} }                                             |         | Lượng giả vô hướng  | 1865                   | 0   | +1 | 0  | 4.1×10−13                              |                         |
| Ds                    | {\displaystyle \mathrm {D_{s}^{+}} } | {\displaystyle \mathrm {D_{s}^{-}} }          | {\displaystyle \mathrm {c{\bar {s}}} }                                             |         | Lượng giả vô hướng  | 1968                   | +1  | +1 | 0  | 4.9×10−13                              |                         |
| J/Psi                 | {\displaystyle \mathrm {J/\psi } }   | Self                                          | {\displaystyle \mathrm {c{\bar {c}}} }                                             |         | Vector              | 3096.9                 | 0   | 0  | 0  | 7.2×10−21                              | e+ + e- hoặc μ+ + μ-... |
| B                     | {\displaystyle \mathrm {B^{+}} }     | {\displaystyle \mathrm {B^{-}} }              | {\displaystyle \mathrm {u{\bar {b}}} }                                             |         | Lượng giả vô hướng  | 5279                   | 0   | 0  | +1 | 1.7×10−12                              |                         |
| B                     | {\displaystyle \mathrm {B^{0}} }     | {\displaystyle \mathrm {\bar {B^{0}}} }       | {\displaystyle \mathrm {d{\bar {b}}} }                                             |         | Lượng giả vô hướng  | 5279                   | 0   | 0  | +1 | 1.5×10−12                              |                         |
| Bs                    | {\displaystyle \mathrm {B_{s}^{0}} } | {\displaystyle \mathrm {{\bar {B}}_{s}^{0}} } | {\displaystyle \mathrm {s{\bar {b}}} }                                             |         | Lượng giả vô hướng  | 5369                   | -1  | 0  | +1 | 1.46×10−12                             |                         |
| Bc                    | {\displaystyle \mathrm {B_{c}^{+}} } | {\displaystyle \mathrm {B_{c}^{-}} }          | {\displaystyle \mathrm {c{\bar {b}}} }                                             |         | Lượng giả vô hướng  | 6400                   | 0   | +1 | +1 | 5×10−13                                |                         |
| Upsilon               | {\displaystyle \Upsilon \,}          | Self                                          | {\displaystyle \mathrm {b{\bar {b}}} }                                             |         | Vector              | 9460                   | 0   | 0  | 0  | 1.3×10−20                              | e+ + e- hoặc μ+ + μ-... |

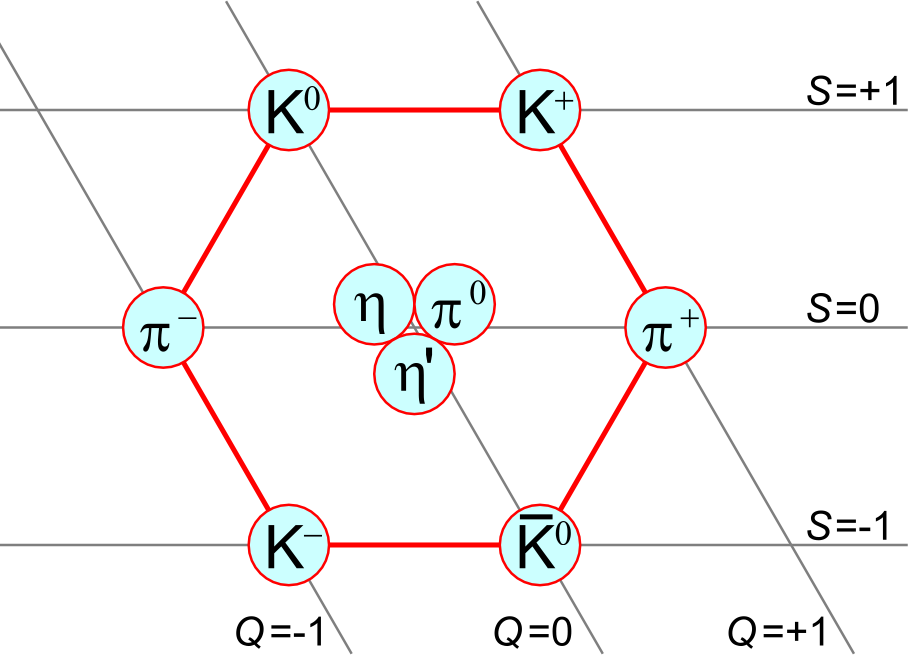
Mesons có spin 0
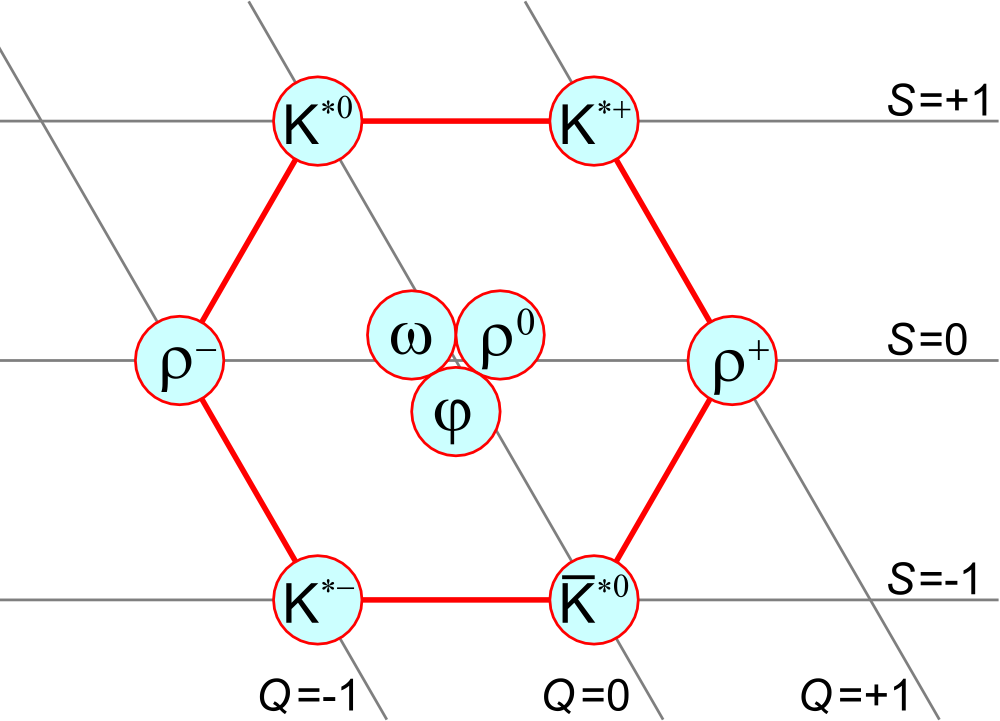
Mesons có spin 1